# Fascia temporal
La fascia temporal (Fascia temporalis) es la responsable de recubrir el músculo temporal.
Es una fuerte y fibrosa membrana, que es cubierto por el músculo auricular anterior, y superiormente, por la galea aponeurótica y en parte por el músculo orbicular de los ojos.